# 14697 Ронсейвер
14697 Ронсейвер (14697 Ronsawyer) — астероїд головного поясу, відкритий 6 січня 2000 року.
Тіссеранів параметр щодо Юпітера — 3,647.